# Amtshaus Grünhain

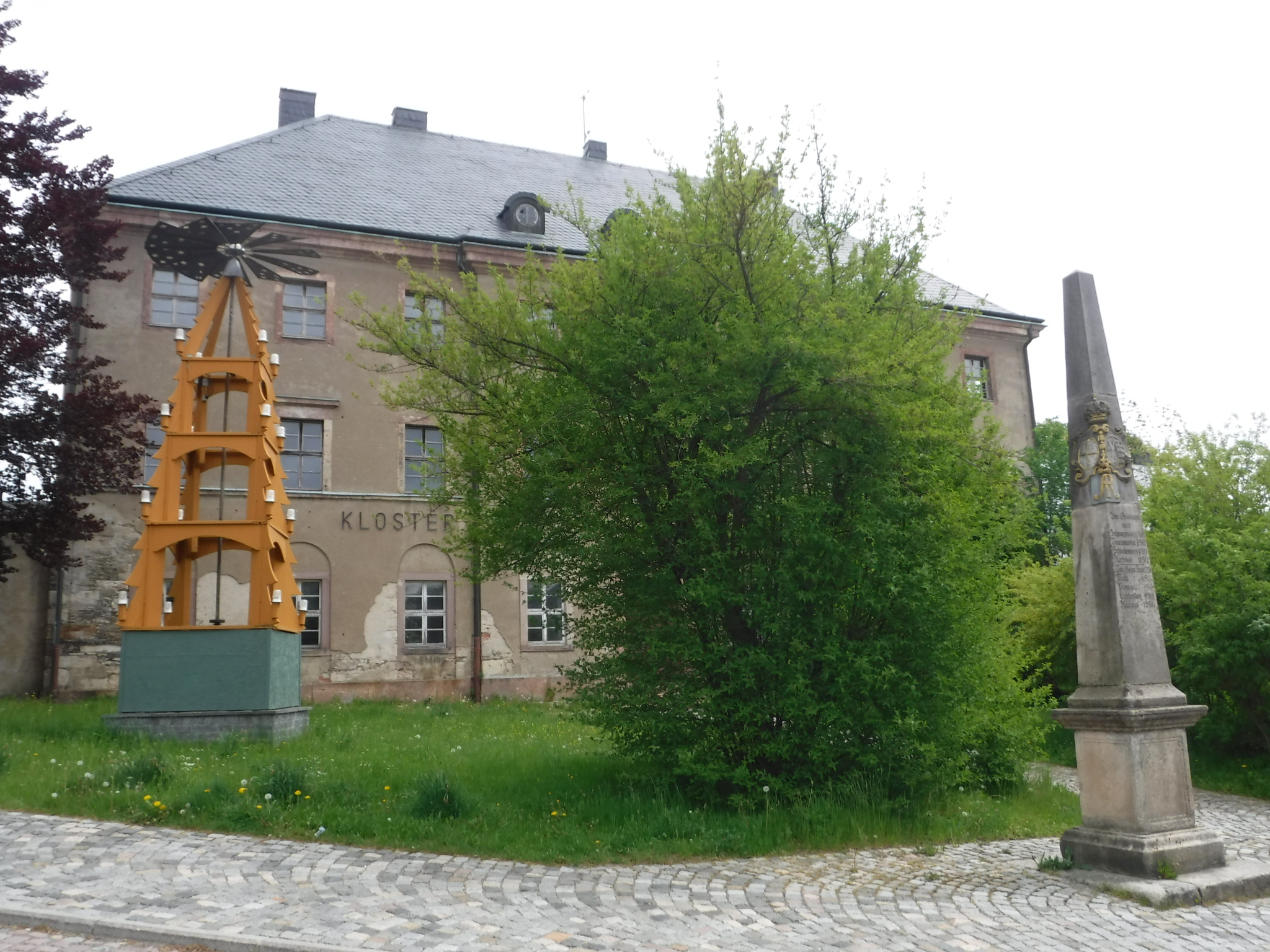
Amtshaus Grünhain, 2020

Das Amtshaus Grünhain ist ein denkmalgeschütztes Gebäude und befindet sich in der Zwönitzer Straße 14 in Grünhain-Beierfeld im sächsischen Erzgebirgskreis. Es handelt sich um einen spätklassizistischen Putzbau am Eingang des Geländes des ehemaligen Zisterzienserklosters St. Maria und St. Nikolaus in Grünhain, der baugeschichtlich, ortsgeschichtlich und platzbildprägend von Bedeutung ist.

## Bau
Das Amtshaus ist ein langgestreckter dreigeschossiger Putzbau mit dreiachsigem Mittelrisalit und Walmdach, Gesimse, Fenster- und Türgewände aus Porphyr, im Hausflur Kreuzgratgewölbe, von Porphyrsäulen getragenes Treppenhaus.

## Geschichte
Die Anfänge des Amtes Grünhain liegen im späten Mittelalter. „1536 brannte mit der Stadt Grünhain ein großer Teil des Klosters nieder. In den erhaltengebliebenen Gebäudeteilen wurde das Kurfürstliche Amt, das Siebenlindenamt nach davorstehenden Schmucklinden genannt, eingerichtet und lange Zeit darin fortgeführt.“ In einer Federzeichnung von Wilhelm Dilich über Grünhain aus der Zeit zwischen 1626 und 1629 sieht man das Amtsgebäude im Hintergrund vor seiner Brandschatzung durch die Schweden. Als Jahr der Errichtung nennt Seidel in seinem Buch „Grünhain seit der Reformation“ 1553 und zu seinen Dimensionen: In seiner größten Länge hat es drei Meilen (von Süden nach Norden, von Mahlberg nach Günsdorf) und in seiner größten Breite von West nach Ost 2¼ Meilen, die Sehma und Zschopau durchfließen es, es wird aber auch vom Schwarzwasser, der Zwickauer Mulde und der Zwönitz berührt. Die Einwohnerzahl betrug im Jahre 1779: 3.479 Familien mit 10.847 erwachsenen Menschen, 1801 waren es 18.847 Einwohner, einschließlich Kinder.
1832 wurde das Amtsgebäude in Grünhain abgetragen. Bei dem Neubau erhielt es seine heutige Gestalt. 1856 wurde das Amt Grünhain ganz aufgehoben und in ein Amtsgericht umgewandelt. Neben den Amtsschössern waren die Amtsschreiber, meist akademisch gebildete Leute, wichtige Persönlichkeiten im kurfürstlichen bzw. königlich-sächsischen Amt, zu ihnen zählte Eusebius Hösel, der Schwiegervater des Komponisten Johann Hermann Schein. 1887 diente das Gebäude als Strafanstalt für jugendliche weibliche Gefangene. Danach stand es mehrfach leer.